# Instituto Americano de Bissexualidade
The American Institute of Bisexuality, Inc. (AIB) é um instituto de caridade fundado por Fritz Klein para promover a pesquisa e a educação sobre bissexualidade. Também é conhecido como a Fundação Bissexual. AIB é uma corporação californiana sem fins lucrativos de objetivos fiscais como uma caridade pública sob a Seção 501 (c) (de 3) do Código de Receita Interno dos Estados Unidos.
A Afirmação de Missão para estados de AIB: "O AIB estimula, apoia e assiste na pesquisa e educação sobre bissexualidade, por programas provavelmente para fazer uma diferença material e realçar o conhecimento público e a consciência."
Historicamente, o AIB forneceu suporte financeiro na forma de empréstimos ou subvenções: organizadores de conferências periódicas de questões bissexuais; o site web na bisexual.org; o Jornal da Bissexualidade; e subvenções a pesquisadores acadêmicos individuais.